# Allez-et-Cazeneuve
Allez-et-Cazeneuve é uma comuna francesa na região administrativa da Nova Aquitânia, no departamento Lot-et-Garonne. Estende-se por uma área de 10,6 km². Em 2010 a comuna tinha 597 habitantes (densidade: 56,3 hab./km²).